# Little Big Stars
Little Big Stars ist die deutsche Version der US-amerikanischen Talent-Show Little Big Shots, welche von Ellen DeGeneres und Steve Harvey erdacht wurde und von letzterem auch moderiert wird.
Moderator der deutschen von Sat.1 ausgestrahlten Sendung ist Thomas Gottschalk. Die erste Folge wurde am 23. April 2017 ausgestrahlt. Die erste Staffel erstreckt sich über drei Folgen.
Die Folgen der US-amerikanischen Originalausgabe sind seit 8. Oktober 2017 beim deutschsprachigen Sender sixx zu sehen.

## Konzept
In der Show treten Kinder auf, welche ein besonderes Talent besitzen oder zu besitzen glauben. Im Gegensatz zu herkömmlichen Castingshows gibt es im Format keine Jury und auch keine Gewinner und Verlierer. Moderator Gottschalk versucht, auf möglichst kindgerechte Art und Weise, mit seinen Gegenübern zu agieren, und befragt diese unter anderem zu ihren Hobbys und Talenten, bevor sie letztere auf der Bühne vorführen.

## Quoten
| Folge | Datum         | Zuschauer gesamt | Zuschauer Zielgruppe (14–49 Jahre) | Marktanteil gesamt | Marktanteil Zielgruppe (14–49 Jahre) | Belege      |    |               |           |         |       |       |             |
| ----- | ------------- | ---------------- | ---------------------------------- | ------------------ | ------------------------------------ | ----------- | -- | ------------- | --------- | ------- | ----- | ----- | ----------- |
| Folge | Datum         | Zuschauer gesamt | Zuschauer Zielgruppe (14–49 Jahre) | Marktanteil gesamt | Marktanteil Zielgruppe (14–49 Jahre) | Belege      | 01 | 23. Apr. 2017 | 2,53 Mio. | 930.000 | 7,4 % | 7,3 % | [ 4 ] [ 5 ] |
| 02    | 30. Apr. 2017 | 2,29 Mio.        | 700.000                            | 7,9 %              | 7,7 %                                | [ 6 ] [ 7 ] |    |               |           |         |       |       |             |
| 03    | 7. Mai 2017   | 1,76 Mio.        | 500.000                            | keine Angabe       | 5,0 %                                | [ 8 ] [ 9 ] |    |               |           |         |       |       |             |

## Kritiken
Kritiken zur ersten Folge der Sendung, fielen überwiegend negativ aus, was vor allem dem Schnitt geschuldet war.
So schrieb Alexander Krei vom Medienmagazin dwdl.de unter der Überschrift „Mit dem Fleischermesser zerstört“ unter anderem: „Leider wirkt es, als habe man nicht nur auf der Bühne auf den Nachwuchs gesetzt, sondern auch im Schneideraum. Vielleicht muss man dem zuständigen Cutter nicht gerade – wie es Oliver Kalkofe bereits forderte – beide Hände brechen; einen Strauß Blumen als Entschuldigung sollten Sat.1 und die Produktionsfirma Warner Bros. aber gewiss nach Malibu schicken, denn das, was man hier in der Nachbearbeitung fabrizierte, war einer großen Primetime-Show gewiss nicht würdig.“
Auch Glenn Riedmeier von TVWunschliste äußerte sich weniger positiv unter dem Titel „Gottschalk gegen das Schnipselwerk aus der Postproduktionshölle“: „[...] was die deutschen Fernsehzuschauer am Sonntagabend zu sehen bekamen, war ein nahezu unerträgliches Schnipselwerk, das kaum noch etwas mit der tatsächlichen Aufzeichnung zu tun hatte. Vor dem eigentlichen Beginn der Show wird – wie heutzutage leider üblich – eine zweiminütige Vorschau mit Highlight-Szenen gezeigt. Damit will Sat.1 natürlich erreichen, dass die Neugier der Zuschauer geweckt wird, doch im Grunde wird das Gegenteil erzielt, weil es dadurch keinen Überraschungseffekt mehr gibt“, sowie „aufgrund der erschreckend stümperhaften Postproduktion fällt es schwer, sich auf die Show einzulassen, geschweige denn Spaß daran zu haben. Selbst Laien erkennen, dass sich kaum etwas genau so vor Ort bei der Aufzeichnung ereignet hat, wie es das zurechtgeschnittene Produkt suggeriert. An völlig unpassenden Stellen werden Lacher eingestreut und Publikumsappläuse reingeschnitten.“

## Little Big Stars – Amerika
Auf dem zu ProSiebenSat.1 TV Deutschland gehörenden Sender Sixx wurden 2017 einige Folgen unter dem Titel Little Big Stars – Amerika mit deutschsprachigem Voiceover ausgestrahlt.